# HMS Sheffield (1936)
HMS Sheffield (C24) (Его величества корабль «Шеффилд») — британский лёгкий крейсер первой серии крейсеров типа «Таун». Заказан 17 декабря 1934 года на верфи Vickers Armstrong в Ньюкасле и заложен 31 января 1935 года. Крейсер был спущен на воду 23 июля 1936 года, став первым кораблём в Британском флоте, который стал носить это имя. 25 августа 1937 года строительство было завершено и корабль вошёл в состав 2-й крейсерской эскадры Home Fleet’а.
Девиз корабля звучал: «With God’s help I advance» — С Божьей помощью я наступаю (можно перевести и как «С Божьей помощью я имею преимущество»). За время службы крейсер получил 12 звезд за боевые отличия (Норвегия 1940; Бой у мыса Спартивенто 1940; Битва за Атлантику 1941—1943; Охота на «Бисмарк» 1941; Средиземноморские сражения 1941; Мальтийские конвои 1941; Арктические конвои 1941—1943; Высадка в Северной Африке 1942; Бой в Баренцевом море 1942; Высадка в Салерно 1943; Бои в Бискайском заливе 1943; Бой у Нордкапа 1943).

## История службы
В августе 1938 года крейсер оснастили радаром воздушного предупреждения Type 79Y, и, таким образом, корабль стал одним из трёх кораблей Королевского флота, оснащённым этим новейшим устройством в предвоенный период.
Крейсер имел шёлковый боевой флаг, преподнесённый городскими властями Шеффилда.
Крейсер был известен под кличкой «Блестящий Шефф» (англ. Shiny Sheff), поскольку в порядке эксперимента многие элементы (поручни, дверные ручки и т. п. — обычно изготавливались из бронзы и требовали времени для чистки) на нём были изготовлены из нержавеющей стали и, действительно, блестели.
В феврале 1939 года крейсер совместно с однотипным Southampton и эсминцами нанёс визит в португальскую столицу Лиссабон, продолжавшийся с 2 по 8 февраля, после чего корабли направились в Гибралтар для проведения совместных учений со Средиземноморским флотом. В ходе этих учений активно использовалась радарная установка, и был приобретён практический опыт по её использованию. В марте корабли вернулись в домашние воды.
31 августа крейсер выходил из Скапа-Флоу на Оркнейских островах в составе флота из линкоров «Nelson», «Rodney», «Ramillies», «Royal Oak», «Royal Sovereign», линейных крейсеров «Hood» и «Repulse» и эсминцев Home Fleet’а в связи с угрозой надвигающейся войны.

## Вторая мировая война

### В составе Home Fleet’а
Перед самым началом войны крейсер был переведён в состав 18-й крейсерской эскадры. На начало войны, 3 сентября, он в составе эскадры, входил в состав Home Fleet’а. 5 сентября в Скапа-Флоу вместе с флотом, подвергался воздушным атакам.
7 сентября вместе с линкорами Nelson, Rodney, линейным крейсером Repulse, авианосцем Ark Royal и крейсером Aurora был развернут западнее Гебридских островов для поиска германских торговых судов, пытающихся прорваться домой. 9 сентября крейсер пошёл в Скапа-Флоу для дозаправки, куда и вернулся 10 сентября.
12 сентября отправился в Sullom Voe для перехватывающего патруля. 18 сентября для аналогичного патруля развернут в Северо-западных проходах.
22 сентября вместе со 2-й эскадрой крейсеров участвовал в набеге в воды Каттегата, однако 23 сентября корабли вернулись в Скапа-Флоу, после того, как столкнулись эсминцы Jersey и Javelin.
26 сентября совместно с крейсерами Southampton, Glasgow и Aurora и 6 эсминцами вышел из Скапа-Флоу для участия в сопровождении в базу повреждённой в Северном море подводной лодки Spearfish. 27 сентября крейсер вернулся в базу.
5 октября крейсер отплыл в Инвергордон. 6 октября возобновил дежурство в Скапа-Флоу.
8 октября вышел вместе с линейными крейсерами Hood и Repulse и 4 эсминцами в море на поиск прорвавшихся в Северное море немецких линкора Gneisenau и крейсера Koln. 10 октября вернулся в Скапа-Флоу после безуспешного поиска.
15 октября крейсер вместе с флотом был переведён в Лох-Ю, после потопления немецкой подлодкой U-47 линкора Royal Oak в Скапа-Флоу. 17 октября из новой базы он вышел в очередной патруль в Датский пролив. 21 октября он на позиции 65°30′ с. ш. 22°05′ з. д. перехватил и захватил немецкое торговое судно Gloria (5896 брт.), которое позже привёл в Керкуолл в качестве приза.
29 октября крейсер встал на ремонт в Розайте, который окончил 9 ноября и тут же вышел в патрулирование к Северно-западным проходам. 21 ноября крейсер вернулся в Лох-Ю.
23 ноября вышел в составе флота на поиск немецких линкоров Scharnhorst и Gneisenau после того, как они потопили британский вспомогательный крейсер Rawalpindi.
10 декабря крейсер встал в док в Тайне на коммерческой верфи. 17 декабря закончил его и отправился в Скапа-Флоу на соединение с эскадрой. В период 18-28 декабря снова выходил на патрулирование Северо-западных проходов. 7 января 1940 очередной патруль в те же воды. 30 января крейсер попал в шторм и получил повреждения корпуса, после чего крейсер встал на ремонт, который длился весь февраль и часть марта, после чего крейсер был привлечён для сопровождения конвоев в Норвегию.

### Норвежская операция
7 апреля крейсер совместно с линкорами Rodney (флаг командующего флотом), Valiant, линейным крейсером Repulse, крейсером Penelope и французским крейсером Emile Bertin под прикрытием эсминцев Codrington, Griffin, Jupiter, Electra, Escapade, Brazen, Bedouin, Punjabi, Eskimo и Kimberley отправился на перехват немецких кораблей, двигающихся в Северном море по направлению к Норвегии, которые были обнаружены разведывательным самолётом. 8 апреля крейсер оставался вместе с Rodney и Valiant, тогда как остальные корабли были отсоединены для поиска к северу и в районе Берген — Тронхейм. 9 апреля вместе с систершипами Manchester, и Birmingham и 7 эсминцами был выделен в отряд для атаки судов в Бергене, однако операция была отменена Адмиралтейством во время перехода, а на обратном пути корабли подверглись воздушным атакам, в ходе которых был потоплен эсминец Gurkha. 10 апреля вместе с систершипом Glasgow был отправлен в патруль к Бергену, после чего корабли вернулся к главным силам и ушли на дозаправку в Скапа-Флоу.
11 апреля крейсер совместно с Glasgow и 6-ю эсминцами типа Трайбл: Somali, Sikh, Mashona, Afridi, Matabele и Mohawk снова вышли для поиска немецких десантных судов. 12 апреля корабли провели патрулирование севернее Олесунна где по сообщениям разведывательных самолётов был обнаружен немецкий десант.
13 апреля оба крейсера с теми же эсминцами отвлечены для выполнения операции Генри (Operation Henry): высадки в Намсусе морских пехотинцев. Корабли начали посадку войск. 14 апреля высадка передовых войск, которая прошла в Бангсунде (Bangsund), около Намсуса прошла успешно. После высадки крейсера вместе с систершипами Manchester и Birmingham провели патрулирование на север (Operation Harry). Крейсер также прикрывал высадку десанта с эсминцев, после чего 17 апреля пришёл в Скапа-Флоу для дозаправки и в Розайт для приёма партии следующих войск.
20 апреля крейсер был выделен для проведения (Operation Sickle) — высадки войск в Молде.
22 апреля совместно с крейсерами Galatea и Glasgow и эсминцами Vansittart, Campbell, Icarus, Ivanhoe, Impulsive и Witch погрузил войска и вышел из Розайта для проведения высадки. 23 апреля корабли прибыли в Молде, после чего Glasgow был отделён для проведения высадки в Andalsnes. 24 апреля Шеффилд высадил войска и самостоятельно отправился в Скапа-Флоу. 25 апреля сопровождал повреждённый крейсер Curacoa, также шедший в Скапа-Флоу.
26 апреля крейсер был определён в состав командования Нор в Хамбере. 28 апреля был назначен в состав сил прикрытия авианосца Ark Royal, осуществляющего воздушное прикрытие сил флота действующего в Норвежских водах (Operation DX).
30 апреля крейсер вышел в составе сил: крейсера Galatea, Arethusa, Southampton; Эсминцы Somali, Mashona, Sikh, Wanderer, Walker, Westcott и десантный транспорт Royal Ulster, осуществляющих эвакуацию из Andalsnes. Крейсер встал на якорь и принял войска с борта Walker. 1 мая он отправился в Скапа-Флоу, имея на борту 600 человек из сил десанта.
10 мая вышел из Скапа-Флоу вместе с крейсером Manchester для прикрытия перехода повреждённого в бою с немецкими торпедными катерами эсминца Kelly в устье Тайна.

### Противодесантные операции
27 мая прибыл в Хамбер для участия в антидесантных операциях, в которых участвовал также и в июне.
В июле выходил вместе с линейными крейсерами Repulse и Renown, и тяжёлыми крейсерами Devonshire, York и Australia на поиск немецких кораблей угрожавших судоходству, после чего ушёл на ремонт в Гринок.
В августе крейсер был определён в состав сил Соединения H, заменив, отправившийся на ремонт крейсер Arethusa. Завершив короткий ремонт в Гриноке крейсер 22 августа вышел в Гибралтар, попутно прикрывая конвой в Александрию. 29 августа крейсер прибыл на новое место несения своей службы.

### В составеСоединения «H»
Уже 30 августа крейсер в составе соединения вышел в море для участия в переброске подкреплений для Средиземноморского флота шедших в составе Соединения «F» (Операция Hats). После того как Соединение «F» вошло в проливы, Соединение «H» развернулось в Гибралтар. По пути домой, самолёты с авианосца Ark Royal нанесли удар по аэродрому в Кальяри (Операции Smash и Grab). 3 сентября Соединение в полном составе вернулось в Гибралтар.
4 сентября крейсер был назначен для прикрытия войскового конвоя в Клайд и 5 сентября вышел в Великобританию. Однако в метрополии крейсер пробыл недолго. 3 октября он вышел в составе сил прикрытия войскового конвоя WS3A (медленный). 13 октября он был заменён в составе сил прикрытия конвоя крейсером Cumberland и отправился в Гибралтар на воссоединение с Соединением «H».
27 октября крейсер вышел на безуспешные поиски немецких блокадопрорывателей, вышедших, по донесениям, с Азорских островов. 5 ноября он остановил в Атлантике французский лайнер Messila, шедший из Ливерпуля, но позже разрешил тому продолжить свой вояж.
7 ноября крейсер в составе Соединения «H»: авианосец Ark Royal и эсминцы Duncan, Encounter, Faulknor, Firedrake, Forester, Fortune и Fury вышел для прикрытия проводки очередных подкреплений для Средиземноморского флота — Соединение «X» в составе: линкор Barham, крейсера Berwick и Glasgow, а также эсминцы Gallant, Greyhound и Griffin (Операция Coat). 9 ноября самолёты авианосца провели повторную атаку Кальяри (Операция Crack) после чего Соединений «H» повернуло в Гибралтар, а его подопечные пошли на Мальту, причём для их усиления из состава Соединения H выделили эсминцы Encounter, Faulknor, Fortune и Fury. Соединение «X» прибыло на Мальту 10 ноября, а Соединение «H» в полном составе 14 ноября в Гибралтар.
Уже 15 ноября крейсер участвовал совместно с линейным крейсером Renown, авианосцем Ark Royal, и эсминцами Faulknor, Firedrake, Forester, Fortune и Foxhound в другой операции — прикрытии авианосца Argus, доставляющего воздушные подкрепления для Мальты (Операция White). 17 ноября авианосец успешно запустил свои самолёты, а Шеффилд тем временем был отделён для проведения самостоятельной операции по поиску немецких вспомогательных крейсеров в Атлантике. Однако уже 21 ноября западнее Гибралтара он встретил свои систершипы Manchester и Southampton, прикрывающие очередные суда и корабли для Средиземноморского флота (Операция Collar). 25 ноября крейсер вместе с соединением «H» в составе линейного крейсера Renown, авианосца Ark Royal, крейсера Despatch и 8 эсминцев: Encounter, Faulknor, Firedrake, Forester, Fury, Jaguar, Kelvin, Wishart вышел из Гибралтара для сопровождения этих судов и кораблей в Средиземном море. Этот поход в конечном счёте привёл к сражению, известное как бой у мыса Спартивенто, которое произошло 27 ноября. 29 ноября крейсер вместе с Соединением вернулся в Гибралтар.
14 декабря крейсер вышел в патрульное плавание к Азорским островам, продолжавшееся до 18 декабря.
После этого, крейсер вместе с Соединением «H», в рамках операции «Hide» (Операция Hide), встречал линкор Malaya и конвой MG-1 двигающиеся с Мальты. 24 декабря все корабли пришли в Гибралтар.
25 декабря Шеффилд вместе с линейным крейсером Renown и авианосцем Ark Royal вышел для защиты конвоя WS5A, который был атакован у побережья Испании немецким тяжёлым крейсером «Адмирал Хиппер».
1 января крейсер выходил в Средиземное море, вернувшись в Гибралтар 4 января.
С 7 января крейсер вместе с Соединением H участвовал в операции по проводке очередного конвоя на Мальту (Операция Excess).
С 27 января Шеффилд, в течение двух дней сопровождал конвой шедший в Великобританию, после чего вернулся в Гибралтар.

#### Атака Генуи
31 января крейсер вместе с Соединением H вышел для атаки самолётами авианосца плотины на реке Тирсо на Сардинии (операция Picket). Данная операция была отвлекающим манёвром от планирующегося обстрела Генуи кораблями Соединения «H» (операция Result), однако последняя была отменена из-за неблагоприятных походных условий и 4 февраля Соединение вернулось в Гибралтар.
6 февраля операцию решили повторить под другим наименованием (операция Grog) и корабли вышли к Генуе. 9 февраля крейсер совместно с линкором и линейным крейсером обстреливали гавань Генуи, в то время как самолёты выполняли атаки береговых целей и минирование. Операция прошла успешно и Соединение, избежав перехвата итальянским флотом, благополучно прибыло в Гибралтар 11 февраля.
13 февраля корабли Соединения «H» вышли в Атлантику, после того, как крейсер «Адмирал Хиппер» устроил побоище судам конвоя SL-64. 18 февраля Шеффилд заменил крейсер Kenya в качестве эскорта конвоя SL-65, с которым оставался до 1 марта.
10 марта вместе с крейсером Arethusa сопровождал транспорт Strathmore шедший к Клайду.
12 марта провёл плановое докование в Гибралтаре.
17 марта в параване крейсера взорвались две противолодочные британские мины, но последствия взрывов не потребовали докования.
21 марта сопровождал базу подводных лодок Maidstone шедшую в Гибралтар.
30 марта перехватил Вишистский конвой у Орана. Подвергся ответному огню береговых батарей и атаке 2-х французских самолётов, получив повреждения.
2 апреля в составе Соединения «H» участвовал в прикрытии авианосца Ark Royal, доставляющего воздушные подкрепления на Мальту (Операция Winch).
5 апреля крейсер встал в док, для устранения повреждений, полученных во время атаки 30 марта.
С 6 по 16 апреля крейсер, после окончания докования, присоединился в Атлантике к Ark Royal, Renown, крейсеру Fiji и эсминцам 8-й флотилии для поисков линкоров «Шарнхорст» и «Гнейзенау».
20 апреля крейсер сопровождал авианосец Argus, несший на борту самолёты для передаче их в Гибралтаре на борт Ark Royal, для последующей транспортировке на Мальту (операция Dunlop). 24 апреля крейсер вышел в составе Соединения «H» для выполнения операции и попутной проводке крейсера Dido в состав Средиземноморского флота (операция Transit).
6 мая крейсер в составе Соединения «H» прикрывал проход очередных подкреплений: линкор Queen Elizabeth, крейсера Fiji, Gloucester и Naiad и конвой с танками для 8-й армии (операция Tiger). 12 мая, на завершающем этапе операции сопровождал в Гибралтар повреждённый эсминец Fortune.
19 мая с Соединением «H» эскортировал авианосцы Ark Royal и Furious, доставляющие очередные самолёты на Мальту (операция Splice).

#### В погоне за «Бисмарком»
24 мая Соединение H присоединилось к поиском прорвавшегося на просторы Атлантики линкора «Бисмарк». 26 мая крейсер, двигавшийся впереди соединения, следом за «Бисмарком» подвергся по ошибке атаке палубными торпедоносцами Swordfish с борта Ark Royal, но благодаря неисправности взрывателей торпед избежал серьёзных повреждений и впоследствии участвовал в бою с Бисмарком. Тем не менее на крейсере были повреждения на верхней палубе, радиолокационное оборудование было отключено, а 3 моряка из его команды погибли. 29 мая Соединение «H» вернулось в Гибралтар.
5 июня очередное прикрытие по доставке самолётов на Мальту авианосцами Ark Royal и Furious (Операция Rocket). 8 июня должна была состоятся операция с участием авианосца Victorious в качестве транспорта, но она была задержана.
Тем временем, 10 июня Шеффилд был заменен в составе Соединения «H» крейсером Hermione и был привлечен к участию в патрулировании в Атлантике. Уже 14 июня он в точке 44°44′ с. ш. 22°20′ з. д. задержал и потопил немецкий танкер — снабженец подводных лодок Fredriche Breme (10 397 брт.), 88 членов экипажа которого он спас. 20 июня Шеффилд присоединился к крейсеру Cumberland, усилив эскорт конвоя в Великобританию.

### Снова в составе Home Fleet’а
По прибытии в Великобританию Шеффилд стал на ремонт в Розайте, в ходе которого были установлены радары Type 284 для управления огнём главного калибра, Type 285 для управления огнём зенитных орудий среднего калибра, а также установлены 6 Эрликонов для усиления зенитной батареи малого калибра. После окончания ремонта, крейсер 12 августа в Скапа-Флоу вошёл в состав 10-й крейсерской эскадры Home Fleet’а.
30 августа вышел в качестве эскорта войскового конвоя WS11 вместе с авианосцем Furious, линейным крейсером Repulse, крейсером Cairo вспомогательным крейсером Derbyshire. 2 сентября Шеффилд отделился от конвоя и вернулся в Скапа-Флоу.

### Конвой Алебарда
12 сентября Шеффилд был отправлен из Клайда в Гибралтар с 300 солдат на борту и автоматами Oerlikon, предназначенными для установки на корабли Соединения «H» в качестве усиления зенитной артиллерии. Он прибыл туда 17 сентября. Крейсер участвовал в очередной проводке конвоя на Мальту (Операция Halberd). 27 сентября крейсер готовился к отражению воздушных атак и атаки итальянского флота, но эти угрозы так и не материализовались.
По прибытии в Гибралтар, Шеффилд, вместе с крейсером Kenya был послан в Атлантику на перехват немецких судов снабжения, местоположение которых было определено по результатам перехвата радиопереговоров. 3 октября гидросамолёт с Kenya обнаружил немецкое судно Kota Pinang (7275 брт.), которое немцы самостоятельно подожгли и затопили до подхода британских крейсеров. 6 октября крейсера совместно пришли в Гринок и снова вошли в состав Home Fleet’а.

### Сопровождая Арктические конвои

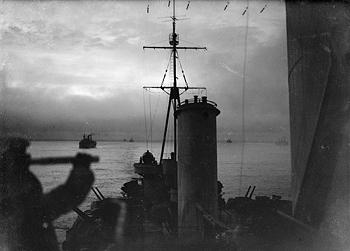
Крейсер «Шеффилд» сопровождает арктический конвой. Декабрь 1941 года

3 ноября Шеффилд вместе с 18-й эскадрой крейсеров был развернут в Исландии для прикрытия арктических конвоев. 1 декабря он вышел в качестве эскорта конвоя PQ-5. 7 декабря отделился от конвоя вместе с тральщиками Hazard и Hebe идя на помощь тральщикам Bramble и Seagull после чего корабли пошли в Кольский залив.
16 декабря вместе с крейсерами Kenya и Suffolk выходил на поиски линкора Тирпиц, по сообщениям, прорвавшегося в Атлантику.

### Подрыв на мине
27 января 1942 года крейсер совместно с крейсерами Kenya и Trinidad был включен в состав Северного патруля между Исландией и Фарерскими островами. В составе патруля Шеффилд был до 4 марта, когда он при подготовке к проводке конвоя PQ-12 северо-восточнее Исландии подорвался на мине. Основные повреждения пришлись на корму, где был убит часовой — морской пехотинец. Крейсер под эскортом эсминцев Faulknor и Eskimo. (по другим данным Bedouin и Faulknor) был отправлен в Seidisfiord куда и прибыл на 6-и узловой скорости 6 марта. 27 марта, после завершения временного ремонта крейсер отправился в Скапа-Флоу. 2 апреля он встал на ремонт на верфи Palmer’s Yard в Hebburn-on-Tyne. В ходе ремонта на корабле установили радар надводного обнаружения Type 273, а радар воздушного обнаружения Type 79Y заменили на новый Type 281. Была установлена система радиолокационного опознавания и радиотелефоны американского производства для межкорабельного общения. Также были установлены дополнительные Эрликоны. Ремонт длился по июль месяц, после чего, по итогам проведения испытаний Шеффилд 24 июля вернулся в состав 18-й крейсерской эскадры в Скапа-Флоу.
8 сентября вместе с крейсером Cumberland и эсминцем Eclipse Шеффилд ушёл в Исландию, откуда отплыл 14 сентября вместе с крейсерами Cumberland, Norfolk, Suffolk, London и эсминцами. 16 сентября вместе с Cumberland и эсминцем Eclipse отделился уйдя на Шпицберген для выгрузки оборудования и припасов для его гарнизона. 23 сентября крейсер прикрывал конвой QP-14 во время перехода в Скапа-Флоу.
9 октября крейсер находился в Скапа-Флоу во время визита премьер-министра и сэра Стаффорда Криппса.

### Операция Торч
24 октября выходил вместе с крейсером Jamaica и авианосцем Argus к Северо-западным подходам для прикрытия планирующихся десантов. 26 октября погрузил на борт 670 американских бойцов и направился к Гибралтару. 27 октября присоединился в качестве эскорта к войсковому конвою, перевозящему войска для высадки в Северной Африке (Operation Torch). 5 ноября после дозаправки присоединился к конвою KMF1 вместе с авианосцами Argus и Avenger и крейсерами Scylla и Charybdis. 6 ноября вместе с крейсером Bermuda вошёл в состав сил Восточного соединения, прикрывающего высадку в Алжире. 7 ноября передал американские войска на эсминцы Malcolm и Broke для последующей их высадке. 9 ноября был развёрнут для патрулирования в районе высадки. 10 ноября эскортировал войсковой транспорт, высаживающий десант в Бужи. 11 ноября крейсер столкнулся с тральщиком Cadmus, получил небольшие повреждения шкафута и на верхней палубе погиб один кочегар. 13 ноября крейсер отправился в Гибралтар в сопровождении эсминца Clare. 14 ноября он ушёл в Скапа-Флоу в сопровождении крейсера Jamaica. 20 ноября крейсер встал на ремонт в Скапа-Флоу, после чего занялся боевой подготовкой.

### Возвращение в Арктику
14 декабря вышел из Лох-Ю на встречу с крейсером Jamaica, после чего крейсера и эсминцы Beagle, Matchless и Opportune 15 декабря отправились в Seidisfjord (Исландия) для последующего прикрытия конвоя JW51, направляющийся в СССР. 19 декабря эти корабли образовали Соединение «R», которое обеспечивало ближнее прикрытие конвоя JW51A на переходе в Кольский залив. Линкор King George V и тяжёлый крейсер Berwick составляли дальнее прикрытие.

#### Бой в Баренцевом море
27 декабря крейсера вышли из Мурманска, чтобы встретить вторую секцию конвоя — JW51B и 31 декабря приняли участие в бою с немецкой эскадрой, атаковавшей конвой. В бою артиллерийским огнём с крейсера Шеффилд был потоплен германский эскадренный миноносец Фридрих Экольдт.
1 января 1943 года крейсера присоединились к защите обратного конвоя RA51 в Исландию, который покинули 2 января и направились в Великобританию.
23 января крейсер входил вместе с линкором Anson в состав дальнего прикрытия конвоя JW-52 и после обратного — RA52.
В феврале крейсер перешёл в Исландию, где вместе с крейсерами Belfast и Cumberland составил эскорт очередного конвоя — JW-53. 15 февраля крейсер отплыл из Seidisfjord вместе с эскортным авианосцем Dasher, в то время как конвой в тот же день отплыл из Лох-Ю. В этом походе, условиях ужасной погоды, крейсер получил значительные повреждения — был полностью снесён верх башни «A». 27 февраля крейсер встал на ремонт на верфи Клайда. «Шеффилд» оставался в операционной готовности и 1 марта предпринял прикрытие обратного конвоя RA53 в Лох-Ю, после чего снова ушёл в Клайд, куда прибыл 11 марта, встав на ремонт и переоборудование на торговой верфи. В частности было снято авиационное вооружение, но были оставлены оба подъёмных крана и были установлены дополнительные Эрликоны. Ремонт продлился до июня. По окончании ремонта вернулся к службе в Скапа-Флоу.

### Высадки на Сицилию и в Италию
22 июня выходил к юго-западным подходам для прикрытия войсковых конвоях участвующих в высадке на Сицилию (Operation Husky).
В июле крейсер встал на ремонт на верфи Девенпорта для ремонта котельного оборудования. По окончании ремонта, в августе вернулся к службе, участвуя в операциях по поддержанию морской блокады в Бискайском заливе и прикрытии конвоев на Гибралтар.
В сентябре крейсер был назначен на службу в состав 15-й эскадры крейсеров в Средиземном море. 14 сентября оказывал огневую поддержку при высадке в Солерно (Operation Avalanche). В октябре крейсер оставался в центральном Средиземноморье оказывая артиллерийскую и зенитную поддержку.
В ноябре крейсер базировался на Алжир. 19 ноября крейсер находился в Оране во время визита американского линкора Iowa с президентом Рузвельтом на борту. 20 ноября крейсер ушёл в Великобританию и 7 декабря вошёл в состав 10-й крейсерской эскадры.

### Повторное возвращение в Арктику
12 декабря крейсер вместе с крейсерами Belfast и Norfolk вышел в составе сил прикрытия конвоя в СССР JW55A, прибыв в Кольский залив 19 декабря.

#### Бой у Нордкапа
23 декабря крейсера вышли из Кольского залива, чтобы встретить другую секцию конвоя JW-55A, сопровождать обратный конвой RA-55A. 26 декабря крейсера приняли участие в бою с немецким линкором Шарнхорст, в котором последний был потоплен линкором Duke of York. В ходе боя Шеффилд был накрыт залпом с немецкого линкора, которым был повреждён подшипник внутреннего вала, что вызвало падение скорости крейсера до 22 узлов. 27 декабря британские корабли с победой вернулись в Кольский залив. В начале января 1944 года они вернулись в Скапа-Флоу, после чего Шеффилд ушёл в Ливерпуль, где 25 января встал на ремонт внутреннего вала и переоборудование.
16 февраля крейсер вернулся на службу в состав 10-й крейсерской эскадры, действуя в северных водах и у северо-западных подходов.

### Авианосные операции у берегов Норвегии
30 марта Шеффилд вместе с авианосцем Furious, крейсером Jamaica и эскортными авианосцаами Emperor, Fencer, Pursuer и Searcher в составе Соединения 2 отправились на прикрытие очередного арктического конвоя JW58 и обратного RA58. Соединение 1 составляли линкоры Duke of York, Anson, крейсера Belfast, Royalist и авианосец Victorious. 3 апреля авианосцы под эскортом крейсеров нанесли удар по немецкому линкору Тирпиц, стоящему в Альтен-фьорде. Эта операция (операция Tungsten) была выполнена одновременно с проводкой конвоев. 6 апреля крейсер вместе с кораблями флота вернулся в Скапа-Флоу.
15 апреля крейсер сопровождал эскортные авианосцы в противолодочной операции у северо-западных подходов (операция Pitchbowl), после чего ушёл в Клайд. 21 апреля он встал на ремонт в Гриноке, в ходе которого количество Эрликонов было доведено до 22.
7 мая крейсер вернулся в состав 10-й эскадры крейсеров, и 11 мая находился в Скапа-Флоу во время визита короля Георга VI.
12 мая крейсер вышел вместе с линкором Anson, и авианосцами Victorious и Furious для нанесения очередного удара по Тирпицу, но операция была отменена из-за плохой погоды над целью.
14 мая эскортировал эскортные авианосцы Emperor и Striker совместно с крейсером Royalist и 6 эсминцами в операции по нарушению вражеского судоходства у берегов Норвегии в районе Рёрвика — Stadtlandet, вернувшись в Скапа-Флоу 16 мая.
20 июня крейсер вместе с эскортными авианосцами Striker, Fencer и эсминцами вышел в активное патрулирование за полярным кругом у Норвежских вод (операция Wanderer). Целью операции была имитация проводки очередного арктического конвоя или высадки в Северной Норвегии с целью отвлечения внимания от операций в Ла-Манше.

### Ремонт в США
18 июля 1944 года крейсер ушёл на ремонт в США, на Бостонскую морскую верфь, куда и прибыл 25 июля. Ремонт продлился по май 1945 года, после чего «Шеффилд» только 28 мая отплыл в Великобританию. По прибытии, он 5 июня встал на очередное переоснащение радиолокационного вооружения. Окончание Второй мировой войны крейсер встретил находясь на ремонте, который завершился только в июле 1946 года.